# Équipe d'Iran de football à la Coupe du monde 2022
Cet article relate le parcours de l’équipe d'Iran de football lors de la Coupe du monde de football 2022 organisée au Qatar du 20 novembre au 18 décembre 2022.

## Qualifications

### Deuxième tour
| Rang | Équipe    | Pts | J | G | N | P | Bp | Bc | Diff |  | Résultats (▼ dom., ► ext.) |      |     |     |     |      |
| ---- | --------- | --- | - | - | - | - | -- | -- | ---- |  | -------------------------- | ---- | --- | --- | --- | ---- |
| 1    | Iran      | 18  | 8 | 6 | 0 | 2 | 34 | 4  | +30  |  | Iran                       |      | 1-0 | 3-0 | 3-1 | 14-0 |
| 2    | Irak      | 17  | 8 | 5 | 2 | 1 | 14 | 4  | +10  |  | Irak                       | 2-1  |     | 0-0 | 2-0 | 4-1  |
| 3    | Bahreïn   | 15  | 8 | 4 | 3 | 1 | 15 | 4  | +11  |  | Bahreïn                    | 1-0  | 1-1 |     | -   | 8-0  |
| 4    | Hong Kong | 5   | 8 | 1 | 2 | 5 | 4  | 13 | -9   |  | Hong Kong                  | 0-2  | 0-1 | 0-0 |     | 2-0  |
| 5    | Cambodge  | 1   | 8 | 0 | 1 | 7 | 2  | 44 | -42  |  | Cambodge                   | 0-10 | 0-4 | 0-1 | 1-1 |      |

| 1er match                       | Hong Kong                                                      | 0 - 2   | Iran                        |                                                                              |                                                                              |
| 10 septembre 2019 20h00 (UTC+8) |                                                                | (0 - 1) | 23e Azmoun · 54e Ansarifard | Hong Kong Stadium, Hong Kong Spectateurs : 13 942 Arbitrage : Yudai Yamamoto | Hong Kong Stadium, Hong Kong Spectateurs : 13 942 Arbitrage : Yudai Yamamoto |
| 10 septembre 2019 20h00 (UTC+8) | Tong Kin Man 39e · Law Tsz Chun 68e · Junior 82e · Cancela 84e | Rapport |                             | Hong Kong Stadium, Hong Kong Spectateurs : 13 942 Arbitrage : Yudai Yamamoto | Hong Kong Stadium, Hong Kong Spectateurs : 13 942 Arbitrage : Yudai Yamamoto |

| 2e match                      | Iran | 14 - 0  | Cambodge |                                                                        |                                                                        |
| 10 octobre 2019 15h30 (17h00) | Nourollahi 5e · Azmoun 11e 35e 44e · Kanaanizadegan 18e · Visal 22e (csc) · Taremi 54e · Ansarifard 40e 48e 60e 88e · Mohebi 65e 67e · Mohammadi 85e | (7 - 0) |          | Stade Azadi, Téhéran Spectateurs : 15 823 Arbitrage : Pranjal Banerjee | Stade Azadi, Téhéran Spectateurs : 15 823 Arbitrage : Pranjal Banerjee |
| 10 octobre 2019 15h30 (17h00) | Pouraliganji 78e | Rapport |          | Stade Azadi, Téhéran Spectateurs : 15 823 Arbitrage : Pranjal Banerjee | Stade Azadi, Téhéran Spectateurs : 15 823 Arbitrage : Pranjal Banerjee |

| 3e match                      | Bahreïn               | 1 - 0   | Iran                       |                                                                           |                                                                           |
| 15 octobre 2019 18h30 (19h30) | Al-Khardan 65e (pen.) | (0 - 0) |                            | Stade national, Riffa Spectateurs : 14 810 Arbitrage : Valentin Kovalenko | Stade national, Riffa Spectateurs : 14 810 Arbitrage : Valentin Kovalenko |
| 15 octobre 2019 18h30 (19h30) | Al-Shaikh 81e         | Rapport | 62e Hajsafi · 90+4e Azmoun | Stade national, Riffa Spectateurs : 14 810 Arbitrage : Valentin Kovalenko | Stade national, Riffa Spectateurs : 14 810 Arbitrage : Valentin Kovalenko |

| 4e match                       | Irak                               | 2 - 1   | Iran                                |                                                                                            |                                                                                            |
| 14 novembre 2019 15h00 (16h00) | M. Ali 11e · Abbas 90+2e           | (1 - 1) | 25e Nourollahi                      | Stade international d'Amman, Amman Spectateurs : 13 752 Arbitrage : Hettikamkanamge Perera | Stade international d'Amman, Amman Spectateurs : 13 752 Arbitrage : Hettikamkanamge Perera |
| 14 novembre 2019 15h00 (16h00) | Mhawi 16e · Adnan 26e · Khalaf 27e | Rapport | 49e, 81e Shojaei · 60e Pouraliganji | Stade international d'Amman, Amman Spectateurs : 13 752 Arbitrage : Hettikamkanamge Perera | Stade international d'Amman, Amman Spectateurs : 13 752 Arbitrage : Hettikamkanamge Perera |

| 5e match                  | Iran                                        | 3 - 1   | Hong Kong           |                                                                                   |                                                                                   |
| 3 juin 2021 16h30 (17h30) | Gholizadeh 23e · Amiri 61e · Ansarifard 84e | (1 - 0) | 85e Cheng Siu Kwang | Al Muharraq Stadium, Arad Spectateurs : 0 (huis-clos) Arbitrage : Adham Makhadmeh | Al Muharraq Stadium, Arad Spectateurs : 0 (huis-clos) Arbitrage : Adham Makhadmeh |
| 3 juin 2021 16h30 (17h30) | Torabi 90+1e                                | Rapport |                     | Al Muharraq Stadium, Arad Spectateurs : 0 (huis-clos) Arbitrage : Adham Makhadmeh | Al Muharraq Stadium, Arad Spectateurs : 0 (huis-clos) Arbitrage : Adham Makhadmeh |

| 6e match                  | Iran                        | 3 - 0   | Bahreïn                |                                                                       |                                                                       |
| 7 juin 2021 18h30 (19h30) | Azmoun 54e 61e · Taremi 79e | (0 - 0) |                        | Stade national, Riffa Spectateurs : 0 (huis-clos) Arbitrage : Fu Ming | Stade national, Riffa Spectateurs : 0 (huis-clos) Arbitrage : Fu Ming |
| 7 juin 2021 18h30 (19h30) | Kanani 45e                  | Rapport | 31e Nabeel · 51e Haram | Stade national, Riffa Spectateurs : 0 (huis-clos) Arbitrage : Fu Ming | Stade national, Riffa Spectateurs : 0 (huis-clos) Arbitrage : Fu Ming |

| 7e match                   | Cambodge                   | 0 - 10  | Iran |                                                                              |                                                                              |
| 11 juin 2021 16h30 (17h30) |                            | (0 - 4) | 16e (pen.) Jahanbakhsh · 22e Khalilzadeh · 27e Taremi · 32e (csc) Rotana · 58e Mohammadi · 63e Pouraliganji · 77e (pen.) Ansarifard · 80e 86e Rezaei · 84e Ghayedi | Stade national, Riffa Spectateurs : 0 (huis-clos) Arbitrage : Kim Jong-hyeok | Stade national, Riffa Spectateurs : 0 (huis-clos) Arbitrage : Kim Jong-hyeok |
| 11 juin 2021 16h30 (17h30) | Soksela 44e · Sovann 90+2e | Rapport | | Stade national, Riffa Spectateurs : 0 (huis-clos) Arbitrage : Kim Jong-hyeok | Stade national, Riffa Spectateurs : 0 (huis-clos) Arbitrage : Kim Jong-hyeok |

| 8e match                   | Iran                                                                      | 1 - 0   | Irak                  |                                                                                   |                                                                                   |
| 15 juin 2021 18h30 (19h30) | Azmoun 35e                                                                | (1 - 0) |                       | Al Muharraq Stadium, Arad Spectateurs : 0 (huis-clos) Arbitrage : Ilgiz Tantashev | Al Muharraq Stadium, Arad Spectateurs : 0 (huis-clos) Arbitrage : Ilgiz Tantashev |
| 15 juin 2021 18h30 (19h30) | Nourollahi 9e · Jahanbakhsh 41e · Moharrami 53e · Azmoun 77e · Taremi 81e | Rapport | 13e Tariq · 47e Natiq | Al Muharraq Stadium, Arad Spectateurs : 0 (huis-clos) Arbitrage : Ilgiz Tantashev | Al Muharraq Stadium, Arad Spectateurs : 0 (huis-clos) Arbitrage : Ilgiz Tantashev |

### Troisième Tour
| Rang | Équipe              | Pts | J  | G | N | P | Bp | Bc | Diff |  | Résultats (▼ dom., ► ext.) |     |     |     |     |     |     |
| ---- | ------------------- | --- | -- | - | - | - | -- | -- | ---- |  | -------------------------- | --- | --- | --- | --- | --- | --- |
| 1    | Iran                | 25  | 10 | 8 | 1 | 1 | 15 | 4  | +11  |  | Iran                       |     | 1-1 | 1-0 | 1-0 | 1-0 | 2-0 |
| 2    | Corée du Sud        | 23  | 10 | 7 | 2 | 1 | 13 | 3  | +10  |  | Corée du Sud               | 2-0 |     | 1-0 | 0-0 | 2-1 | 1-0 |
| 3    | Émirats arabes unis | 12  | 10 | 3 | 3 | 4 | 7  | 7  | 0    |  | Émirats arabes unis        | 0-1 | 1-0 |     | 2-2 | 2-0 | 0-0 |
| 4    | Irak                | 9   | 10 | 1 | 6 | 3 | 6  | 12 | -6   |  | Irak                       | 0-3 | 0-3 | 1-0 |     | 1-1 | 0-0 |
| 5    | Syrie               | 6   | 10 | 1 | 3 | 6 | 9  | 16 | -7   |  | Syrie                      | 0-3 | 0-2 | 1-1 | 1-1 |     | 2-3 |
| 6    | Liban               | 6   | 10 | 1 | 3 | 6 | 5  | 13 | -8   |  | Liban                      | 1-2 | 0-1 | 0-1 | 1-1 | 0-3 |     |

| 1er match                         | Iran                                           | 1 - 0   | Syrie                      |                                                                         |                                                                         |
| 2 septembre 2021 20h30 (UTC+4:30) | Jahanbakhsh 56e                                | (0 - 0) |                            | Stade Azadi, Téhéran Spectateurs : 0 (huis-clos) Arbitrage : Ryūji Satō | Stade Azadi, Téhéran Spectateurs : 0 (huis-clos) Arbitrage : Ryūji Satō |
| 2 septembre 2021 20h30 (UTC+4:30) | Khalilzadeh 45+3e · Mohammadi 63e · Taremi 81e | Rapport | 17e Hamwiah · 76e Kerdagli | Stade Azadi, Téhéran Spectateurs : 0 (huis-clos) Arbitrage : Ryūji Satō | Stade Azadi, Téhéran Spectateurs : 0 (huis-clos) Arbitrage : Ryūji Satō |

| 2e match                       | Irak                                   | 0 - 3   | Iran                                         |                                                                                      |                                                                                      |
| 7 septembre 2021 21h00 (UTC+3) |                                        | (0 - 1) | 3e Jahanbakhsh · 69e Taremi · 90e Gholizadeh | Stade international de Khalifa, Doha Spectateurs : 0 (huis-clos) Arbitrage : Ma Ning | Stade international de Khalifa, Doha Spectateurs : 0 (huis-clos) Arbitrage : Ma Ning |
| 7 septembre 2021 21h00 (UTC+3) | Attwan 11e · Ibrahim 39e · Hussein 50e | Rapport | 37e Ezatolahi · 63e Jahanbakhsh              | Stade international de Khalifa, Doha Spectateurs : 0 (huis-clos) Arbitrage : Ma Ning | Stade international de Khalifa, Doha Spectateurs : 0 (huis-clos) Arbitrage : Ma Ning |

| 3e match                   | Émirats arabes unis                         | 0 - 1   | Iran          |                                                                 |                                                                 |
| 7 octobre 2021 20h45 UTC+4 |                                             | (0 - 0) | 70e Taremi    | Stade Zabeel, Dubai Spectateurs : 3 034 Arbitrage : Chris Beath | Stade Zabeel, Dubai Spectateurs : 3 034 Arbitrage : Chris Beath |
| 7 octobre 2021 20h45 UTC+4 | Mohammed 21e · Abdulrahman 74e · Hassan 86e | Rapport | 43e Noorafkan | Stade Zabeel, Dubai Spectateurs : 3 034 Arbitrage : Chris Beath | Stade Zabeel, Dubai Spectateurs : 3 034 Arbitrage : Chris Beath |

| 4e match                       | Iran                       | 1 - 1   | Corée du Sud      |                                                                           |                                                                           |
| 12 octobre 2021 17h00 UTC+3:30 | Jahanbakhsh 76e            | (0 - 0) | 48e Son Heung-min | Stade Azadi, Téhéran Spectateurs : 0 (huis-clos) Arbitrage : Ahmed Al-Kaf | Stade Azadi, Téhéran Spectateurs : 0 (huis-clos) Arbitrage : Ahmed Al-Kaf |
| 12 octobre 2021 17h00 UTC+3:30 | Noorafkan 62e · Azmoun 80e | Rapport |                   | Stade Azadi, Téhéran Spectateurs : 0 (huis-clos) Arbitrage : Ahmed Al-Kaf | Stade Azadi, Téhéran Spectateurs : 0 (huis-clos) Arbitrage : Ahmed Al-Kaf |

| 5e match                     | Liban    | 1 - 2   | Iran                                                          |                                                                                      |                                                                                      |
| 11 novembre 2021 14h00 UTC+2 | Saad 37e | (1 - 0) | 90+1e Azmoun · 90+5e Nourollahi                               | Stade municipal, Sidon Spectateurs : 0 (huis-clos) Arbitrage : Abdulrahman Al-Jassim | Stade municipal, Sidon Spectateurs : 0 (huis-clos) Arbitrage : Abdulrahman Al-Jassim |
| 11 novembre 2021 14h00 UTC+2 |          | Rapport | 49e Ghoddos · 51e Jahanbakhsh · 84e Moharrami · 90+6e Hajsafi | Stade municipal, Sidon Spectateurs : 0 (huis-clos) Arbitrage : Abdulrahman Al-Jassim | Stade municipal, Sidon Spectateurs : 0 (huis-clos) Arbitrage : Abdulrahman Al-Jassim |

| 6e match                     | Syrie      | 0 - 3   | Iran                                             |                                                                       |                                                                       |
| 16 novembre 2021 18h00 UTC+2 |            | (0 - 2) | 33e Azmoun · 42e (pen.) Hajsafi · 89e Gholizadeh | Stade du Roi Abdallah II, Amman Spectateurs : 907 Arbitrage : Ma Ning | Stade du Roi Abdallah II, Amman Spectateurs : 907 Arbitrage : Ma Ning |
| 16 novembre 2021 18h00 UTC+2 | Ashkar 35e | Rapport |                                                  | Stade du Roi Abdallah II, Amman Spectateurs : 907 Arbitrage : Ma Ning | Stade du Roi Abdallah II, Amman Spectateurs : 907 Arbitrage : Ma Ning |

| 7e match                       | Iran            | 1 - 0   | Irak                  |                                                                  |                                                                  |
| 27 janvier 2022 18h00 UTC+3:30 | Taremi 48e      | (0 - 0) |                       | Stade Azadi, Téhéran Spectateurs : 9 354 Arbitrage : Chris Beath | Stade Azadi, Téhéran Spectateurs : 9 354 Arbitrage : Chris Beath |
| 27 janvier 2022 18h00 UTC+3:30 | Khalilzadeh 85e | Rapport | 35e Ameer · 52e Resan | Stade Azadi, Téhéran Spectateurs : 9 354 Arbitrage : Chris Beath | Stade Azadi, Téhéran Spectateurs : 9 354 Arbitrage : Chris Beath |

| 8e match                        | Iran                                                 | 1 - 0   | Émirats arabes unis          |                                                                           |                                                                           |
| 1er février 2022 18h00 UTC+3:30 | Taremi 44e                                           | (1 - 0) |                              | Stade Azadi, Téhéran Spectateurs : 0 (huis-clos) Arbitrage : Ahmed Al-Kaf | Stade Azadi, Téhéran Spectateurs : 0 (huis-clos) Arbitrage : Ahmed Al-Kaf |
| 1er février 2022 18h00 UTC+3:30 | Ezatolahi 23e · Moharrami 38e, 49e · Jahanbakhsh 84e | Rapport | 84e Al-Zaabi · 90+2e Ramadan | Stade Azadi, Téhéran Spectateurs : 0 (huis-clos) Arbitrage : Ahmed Al-Kaf | Stade Azadi, Téhéran Spectateurs : 0 (huis-clos) Arbitrage : Ahmed Al-Kaf |

| 9e match                 | Corée du Sud                             | 2 - 0   | Iran           |                                                                                         |                                                                                         |
| 24 mars 2022 20h00 UTC+9 | Son Heung-min 45+2e · Kim Young-gwon 62e | (1 - 0) |                | Stade de la Coupe du monde de Séoul, Séoul Spectateurs : 64 375 Arbitrage : Chris Beath | Stade de la Coupe du monde de Séoul, Séoul Spectateurs : 64 375 Arbitrage : Chris Beath |
| 24 mars 2022 20h00 UTC+9 |                                          | Rapport | 73e Nourollahi | Stade de la Coupe du monde de Séoul, Séoul Spectateurs : 64 375 Arbitrage : Chris Beath | Stade de la Coupe du monde de Séoul, Séoul Spectateurs : 64 375 Arbitrage : Chris Beath |

| 10e match                   | Iran                         | 2 - 0   | Liban                  |                                                                   |                                                                   |
| 29 mars 2022 16h00 UTC+4:30 | Azmoun 35e · Jahanbakhsh 72e | (1 - 0) |                        | Stade Imam Réza, Machhad Spectateurs : 22 453 Arbitrage : Fu Ming | Stade Imam Réza, Machhad Spectateurs : 22 453 Arbitrage : Fu Ming |
| 29 mars 2022 16h00 UTC+4:30 | Ezatolahi 14e                | Rapport | 31e Kdouh · 41e Haidar | Stade Imam Réza, Machhad Spectateurs : 22 453 Arbitrage : Fu Ming | Stade Imam Réza, Machhad Spectateurs : 22 453 Arbitrage : Fu Ming |

## Préparation

### Matchs de préparation à la Coupe du monde
Liste détaillée des matches d'Iran depuis sa qualification à la Coupe du monde :

#### Match amicaux
| 1er match                | Iran            | 1 - 2   | Algérie                  |                                                                     |                                                                     |
| 12 juin 2022 22h00 UTC+3 | Jahanbakhsh 64e | (0 - 1) | 43e Benayad · 82e Amoura | Stade Jassim-bin-Hamad, Doha Arbitrage : Mohammed Ahmed Al-Shammari | Stade Jassim-bin-Hamad, Doha Arbitrage : Mohammed Ahmed Al-Shammari |
| 12 juin 2022 22h00 UTC+3 | Rapport         |         |                          | Stade Jassim-bin-Hamad, Doha Arbitrage : Mohammed Ahmed Al-Shammari | Stade Jassim-bin-Hamad, Doha Arbitrage : Mohammed Ahmed Al-Shammari |

| 2e match                      | Iran       | 1 - 0   | Uruguay       |                                                                     |                                                                     |
| 23 septembre 2022 18h00 UTC+1 | Taremi 79e | (0 - 0) |               | NV Arena, Sankt Pölten Spectateurs : 300 Arbitrage : Walter Altmann | NV Arena, Sankt Pölten Spectateurs : 300 Arbitrage : Walter Altmann |
| 23 septembre 2022 18h00 UTC+1 |            | Rapport | 81e Bentancur | NV Arena, Sankt Pölten Spectateurs : 300 Arbitrage : Walter Altmann | NV Arena, Sankt Pölten Spectateurs : 300 Arbitrage : Walter Altmann |

| 3e match                      | Sénégal                | 1 - 1   | Iran        |                                                                           |                                                                           |
| 27 septembre 2022 16h30 UTC+1 | Pouraliganji 55e (csc) | (0 - 0) | 64e Azmoun  | BSFZ-Arena, Maria Enzersdorf Spectateurs : 300 Arbitrage : Harald Lechner | BSFZ-Arena, Maria Enzersdorf Spectateurs : 300 Arbitrage : Harald Lechner |
| 27 septembre 2022 16h30 UTC+1 | Gueye 33e              | Rapport | 84e Ghoddos | BSFZ-Arena, Maria Enzersdorf Spectateurs : 300 Arbitrage : Harald Lechner | BSFZ-Arena, Maria Enzersdorf Spectateurs : 300 Arbitrage : Harald Lechner |

| 4e match                        | Iran                                | 1 - 0   | Nicaragua                     |                                                                  |                                                                  |
| 10 novembre 2022 19h30 UTC+3:30 | Torabi 15e                          | (1 - 0) |                               | Complexe sportif Azadi, Téhéran Arbitrage : Sadoullo Goulmourodi | Complexe sportif Azadi, Téhéran Arbitrage : Sadoullo Goulmourodi |
| 10 novembre 2022 19h30 UTC+3:30 | Barzegar (en) 49e · Sarlak (en) 55e | Rapport | 16e Acevedo · 35e Medina (en) | Complexe sportif Azadi, Téhéran Arbitrage : Sadoullo Goulmourodi | Complexe sportif Azadi, Téhéran Arbitrage : Sadoullo Goulmourodi |

| 5e match                     | Iran    | 0 - 2   | Tunisie                     |                                |                                |
| 16 novembre 2022 15h00 UTC+2 |         | (0 - 0) | Sliti 62e (pen.) · Abdi 69e | Stade Ahmad-ben-Ali, Al Rayyan | Stade Ahmad-ben-Ali, Al Rayyan |
| 16 novembre 2022 15h00 UTC+2 | Rapport |         |                             | Stade Ahmad-ben-Ali, Al Rayyan | Stade Ahmad-ben-Ali, Al Rayyan |

## Effectif
L'effectif d'Iran, est dévoilé le 13 novembre 2022.
| Numéro / Nom       | Numéro / Nom         | Club                | Date de naissance et âge*  | J.              | Buts            |                 |                 |                 |
| Gardiens de but    | Gardiens de but      | Gardiens de but     | Gardiens de but            | Gardiens de but | Gardiens de but | Gardiens de but | Gardiens de but | Gardiens de but |
| ------------------ | -------------------- | ------------------- | -------------------------- | --------------- | --------------- | --------------- | --------------- | --------------- |
| 01                 | Alireza Beiranvand   | Persépolis FC       | 21 septembre 1992 (30 ans) | 0               | 0               | 0               | 0               | 0               |
| 12                 | Payam Niazmand       | Sepahan SC          | 6 avril 1995 (27 ans)      | 0               | 0               | 0               | 0               | 0               |
| 22                 | Amir Abedzadeh       | SD Ponferradina     | 26 avril 1993 (29 ans)     | 0               | 0               | 0               | 0               | 0               |
| 24                 | Hossein Hosseini     | Esteghlal FC        | 30 juin 1992 (30 ans)      | 0               | 0               | 0               | 0               | 0               |
| Défenseurs         |                      |                     |                            |                 |                 |                 |                 |                 |
| 02                 | Sadegh Moharrami     | Dinamo Zagreb       | 1er mars 1996 (26 ans)     | 0               | 0               | 0               | 0               | 0               |
| 03                 | Ehsan Hajsafi        | AEK Athènes         | 25 février 1990 (32 ans)   | 0               | 0               | 0               | 0               | 0               |
| 04                 | Shojae Khalilzadeh   | Al Ahli SC          | 14 mai 1989 (33 ans)       | 0               | 0               | 0               | 0               | 0               |
| 05                 | Milad Mohammadi      | AEK Athènes         | 29 septembre 1993 (29 ans) | 0               | 0               | 0               | 0               | 0               |
| 08                 | Morteza Pouraliganji | Persépolis FC       | 19 avril 1992 (30 ans)     | 0               | 0               | 0               | 0               | 0               |
| 13                 | Hossein Kanani       | Al Ahli SC          | 23 mars 1994 (28 ans)      | 0               | 0               | 0               | 0               | 0               |
| 15                 | Rouzbeh Cheshmi      | Esteghlal FC        | 24 juin 1993 (29 ans)      | 0               | 0               | 0               | 0               | 0               |
| 19                 | Majid Hosseini       | Kayserispor         | 20 juin 1996 (26 ans)      | 0               | 0               | 0               | 0               | 0               |
| 23                 | Ramin Rezaeian       | Sepahan SC          | 21 mars 1990 (32 ans)      | 0               | 0               | 0               | 0               | 0               |
| 25                 | Abolfazl Jalali      | Esteghlal FC        | 26 juin 1998 (24 ans)      | 0               | 0               | 0               | 0               | 0               |
| Milieux de terrain |                      |                     |                            |                 |                 |                 |                 |                 |
| 06                 | Saeid Ezatolahi      | Vejle BK            | 1er octobre 1996 (26 ans)  | 0               | 0               | 0               | 0               | 0               |
| 07                 | Alireza Jahanbakhsh  | Feyenoord Rotterdam | 11 août 1993 (29 ans)      | 0               | 0               | 0               | 0               | 0               |
| 11                 | Vahid Amiri          | Persépolis FC       | 2 avril 1988 (34 ans)      | 0               | 0               | 0               | 0               | 0               |
| 14                 | Saman Ghoddos        | Brentford FC        | 6 septembre 1993 (29 ans)  | 0               | 0               | 0               | 0               | 0               |
| 16                 | Mehdi Torabi         | Persépolis FC       | 10 septembre 1994 (28 ans) | 0               | 0               | 0               | 0               | 0               |
| 17                 | Ali Gholizadeh       | Royal Charleroi CP  | 10 mars 1996 (26 ans)      | 0               | 0               | 0               | 0               | 0               |
| 18                 | Ali Karimi           | Kayserispor         | 11 février 1994 (28 ans)   | 0               | 0               | 0               | 0               | 0               |
| 21                 | Ahmad Noorollahi     | Shabab Al-Ahli      | 1er février 1993 (29 ans)  | 0               | 0               | 0               | 0               | 0               |
| Attaquants         |                      |                     |                            |                 |                 |                 |                 |                 |
| 09                 | Mehdi Taremi         | FC Porto            | 18 juillet 1992 (30 ans)   | 0               | 0               | 0               | 0               | 0               |
| 10                 | Karim Ansarifard     | Omónia Nicosie      | 3 avril 1990 (32 ans)      | 0               | 0               | 0               | 0               | 0               |
| 20                 | Sardar Azmoun        | Bayer Leverkusen    | 1er janvier 1995 (27 ans)  | 0               | 0               | 0               | 0               | 0               |
| Sélectionneur      |                      |                     |                            |                 |                 |                 |                 |                 |
|                    | Carlos Queiroz       |                     | 1er mars 1953 (69 ans)     |                 |                 |                 |                 |                 |

* NB : Les âges sont calculés au début de la Coupe du monde 2022, le 20 novembre 2022.

## Compétition

### Premier tour
|   | Équipe         | Pts | J | G | N | P | Bp | Bc | Diff |
| 1 | Angleterre     | 7   | 3 | 2 | 1 | 0 | 9  | 2  | +7   |
| 2 | États-Unis     | 5   | 3 | 1 | 2 | 0 | 2  | 1  | +1   |
| 3 | Iran           | 3   | 3 | 1 | 0 | 2 | 4  | 7  | -3   |
| 4 | Pays de Galles | 1   | 3 | 0 | 1 | 2 | 1  | 6  | -5   |

| 3  | 21 novembre 2022 | Angleterre     | 6 - 2 | Iran           |
| 4  | 21 novembre 2022 | États-Unis     | 1 - 1 | Pays de Galles |
| 17 | 25 novembre 2022 | Pays de Galles | 0 - 2 | Iran           |
| 20 | 25 novembre 2022 | Angleterre     | 0 - 0 | États-Unis     |
| 33 | 29 novembre 2022 | Pays de Galles | 0 - 3 | Angleterre     |
| 34 | 29 novembre 2022 | Iran           | 0 - 1 | États-Unis     |

#### Angleterre - Iran
| Match 3                                                      | Angleterre | 6 - 2   | Iran                                            | Stade international de Khalifa, Doha                                           |                                                                                |
| 21 novembre 2022 · 16:00 (UTC+3) · Historique des rencontres | ( Shaw) Bellingham 35e · ( Maguire) Saka 43e · ( Kane) Sterling 45+1e · ( Sterling) Saka 62e · ( Kane) Rashford 71e · ( Wilson) Grealish 90e | (3 - 0) | 65e Taremi (Gholizadeh ) · 90+13e (pen.) Taremi | Spectateurs : 45 334 Arbitrage : Raphael Claus Arbitre vidéo : Leodán González | Spectateurs : 45 334 Arbitrage : Raphael Claus Arbitre vidéo : Leodán González |
| 21 novembre 2022 · 16:00 (UTC+3) · Historique des rencontres | Rapport |         |                                                 | Spectateurs : 45 334 Arbitrage : Raphael Claus Arbitre vidéo : Leodán González | Spectateurs : 45 334 Arbitrage : Raphael Claus Arbitre vidéo : Leodán González |

| Angleterre | Iran |

| ANGLETERRE :     |    |                 |     |
|                  |    |                 |     |
| Gardien de but   | 01 | Jordan Pickford |     |
|                  | 03 | Luke Shaw       |     |
|                  | 06 | Harry Maguire   | 70e |
|                  | 05 | John Stones     |     |
|                  | 12 | Kieran Trippier |     |
|                  | 04 | Declan Rice     |     |
|                  | 22 | Jude Bellingham |     |
|                  | 10 | Raheem Sterling | 70e |
|                  | 19 | Mason Mount     | 71e |
|                  | 17 | Bukayo Saka     | 70e |
|                  | 09 | Harry Kane      | 75e |
| Remplaçants :    |    |                 |     |
|                  | 15 | Eric Dier       | 70e |
|                  | 11 | Marcus Rashford | 70e |
|                  | 07 | Jack Grealish   | 70e |
|                  | 20 | Phil Foden      | 71e |
|                  | 24 | Callum Wilson   | 75e |
| Sélectionneur :  |    |                 |     |
| Gareth Southgate |    |                 |     |

| IRAN :          |    |                        |     |     |
|                 |    |                        |     |     |
| Gardien de but  | 01 | Alireza Beiranvand     |     | 20e |
|                 | 19 | Majid Hosseini         |     |     |
|                 | 15 | Rouzbeh Cheshmi        |     | 46e |
|                 | 08 | Morteza Pouraliganji   | 48e |     |
|                 | 05 | Milad Mohammadi        |     | 63e |
|                 | 03 | Ehsan Hajsafi          |     |     |
|                 | 18 | Ali Karimi             |     | 46e |
|                 | 21 | Ahmad Nourollahi       |     | 77e |
|                 | 02 | Sadegh Moharrami       |     |     |
|                 | 09 | Mehdi Taremi           |     |     |
|                 | 07 | Alireza Jahanbakhsh    | 25e | 46e |
| Remplaçants :   |    |                        |     |     |
| Gardien de but  | 24 | Hossein Hosseini       |     | 20e |
|                 | 06 | Saeid Ezatolahi        |     | 46e |
|                 | 13 | Hossein Kanaanizadegan |     | 46e |
|                 | 17 | Ali Gholizadeh         |     | 46e |
|                 | 16 | Mehdi Torabi           |     | 63e |
|                 | 20 | Sardar Azmoun          |     | 77e |
| Sélectionneur : |    |                        |     |     |
| Carlos Queiroz  |    |                        |     |     |

| Assistants : Rodrigo Figueiredo Danilo Simon Manis Quatrième arbitre : Kevin Ortega Assistants arbitre vidéo : Julio Bascuñán Martín Soppi Juan Martínez Munuera Homme du Match : Bukayo Saka |

#### Pays de Galles - Iran
| Match 17                                                     | Pays de Galles | 0 - 2   | Iran                                      | Stade Ahmad-ben-Ali, Al Rayyan                                              |                                                                             |
| 25 novembre 2022 · 13:00 (UTC+3) · Historique des rencontres |                | (0 - 0) | 90+8e Cheshmi · 90+11e Rezaeian (Taremi ) | Spectateurs : 40 875 Arbitrage : Mario Escobar Arbitre vidéo : Drew Fischer | Spectateurs : 40 875 Arbitrage : Mario Escobar Arbitre vidéo : Drew Fischer |
| 25 novembre 2022 · 13:00 (UTC+3) · Historique des rencontres | Rapport        |         |                                           | Spectateurs : 40 875 Arbitrage : Mario Escobar Arbitre vidéo : Drew Fischer | Spectateurs : 40 875 Arbitrage : Mario Escobar Arbitre vidéo : Drew Fischer |

| Pays de Galles | Iran |

| PAYS DE GALLES : |    |                 |       |     |
|                  |    |                 |       |     |
| Gardien de but   | 01 | Wayne Hennessey | 86e   |     |
|                  | 04 | Ben Davies      |       |     |
|                  | 06 | Joe Rodon       | 45+3e |     |
|                  | 05 | Chris Mepham    |       |     |
|                  | 03 | Neco Williams   |       |     |
|                  | 10 | Aaron Ramsey    |       | 87e |
|                  | 15 | Ethan Ampadu    |       | 77e |
|                  | 14 | Connor Roberts  |       | 57e |
|                  | 08 | Harry Wilson    |       | 58e |
|                  | 13 | Kieffer Moore   |       |     |
|                  | 11 | Gareth Bale     |       |     |
| Remplaçants :    |    |                 |       |     |
|                  | 09 | Brennan Johnson |       | 57e |
|                  | 20 | Daniel James    |       | 57e |
|                  | 07 | Joe Allen       |       | 77e |
| Gardien de but   | 12 | Danny Ward      |       | 87e |
| Sélectionneur :  |    |                 |       |     |
| Rob Page         |    |                 |       |     |

| IRAN :          |    |                      |       |     |
|                 |    |                      |       |     |
| Gardien de but  | 24 | Hossein Hosseini     |       |     |
|                 | 05 | Milad Mohammadi      |       |     |
|                 | 19 | Majid Hosseini       |       |     |
|                 | 08 | Morteza Pouraliganji |       |     |
|                 | 23 | Ramin Rezaeian       | 90+5e |     |
|                 | 03 | Ehsan Hajsafi        |       | 77e |
|                 | 06 | Saeid Ezatolahi      |       | 83e |
|                 | 21 | Ahmad Nourollahi     |       | 77e |
|                 | 17 | Ali Gholizadeh       |       | 77e |
|                 | 09 | Mehdi Taremi         |       |     |
|                 | 20 | Sardar Azmoun        |       | 68e |
| Remplaçants :   |    |                      |       |     |
|                 | 10 | Karim Ansarifard     |       | 68e |
|                 | 16 | Mehdi Torabi         |       | 77e |
|                 | 07 | Alireza Jahanbakhsh  | 90+5e | 77e |
|                 | 15 | Rouzbeh Cheshmi      |       | 77e |
|                 | 18 | Ali Karimi           |       | 83e |
| Sélectionneur : |    |                      |       |     |
| Carlos Queiroz  |    |                      |       |     |

| Assistants : Caleb Wales Juan Carlos Mora Quatrième arbitre : Maguette Ndiaye Assistants arbitre vidéo : Fernando Guerrero Nicolás Taran Adil Zourak Homme du Match : Rouzbeh Cheshmi |

#### Iran - États-Unis
| Match 34                                                     | Iran    | 0 - 1   | États-Unis          | Stade Al-Thumama, Doha                                                                     |                                                                                            |
| 29 novembre 2022 · 22:00 (UTC+3) · Historique des rencontres |         | (0 - 1) | 38e Pulisic (Dest ) | Spectateurs : 42 127 Arbitrage : Antonio Mateu Lahoz Arbitre vidéo : Juan Martínez Munuera | Spectateurs : 42 127 Arbitrage : Antonio Mateu Lahoz Arbitre vidéo : Juan Martínez Munuera |
| 29 novembre 2022 · 22:00 (UTC+3) · Historique des rencontres | Rapport |         |                     | Spectateurs : 42 127 Arbitrage : Antonio Mateu Lahoz Arbitre vidéo : Juan Martínez Munuera | Spectateurs : 42 127 Arbitrage : Antonio Mateu Lahoz Arbitre vidéo : Juan Martínez Munuera |

| Iran | États-Unis |

| IRAN :          |    |                      |       |       |
|                 |    |                      |       |       |
| Gardien de but  | 01 | Alireza Beiranvand   |       |       |
|                 | 05 | Milad Mohammadi      |       | 45+2e |
|                 | 08 | Morteza Pouraliganji |       |       |
|                 | 19 | Majid Hosseini       | 77e   |       |
|                 | 23 | Ramin Rezaeian       |       |       |
|                 | 06 | Saeid Ezatolahi      |       |       |
|                 | 03 | Ehsan Hajsafi        |       | 71e   |
|                 | 21 | Ahmad Nourollahi     |       | 71e   |
|                 | 09 | Mehdi Taremi         |       |       |
|                 | 20 | Sardar Azmoun        |       | 46e   |
|                 | 17 | Ali Gholizadeh       |       | 77e   |
| Remplaçants :   |    |                      |       |       |
|                 | 18 | Ali Karimi           |       | 45+2e |
|                 | 14 | Saman Ghoddos        |       | 46e   |
|                 | 16 | Mehdi Torabi         |       | 71e   |
|                 | 25 | Abolfazl Jalali      | 90+6e | 71e   |
|                 | 10 | Karim Ansarifard     |       | 77e   |
| Sélectionneur : |    |                      |       |       |
| Carlos Queiroz  |    |                      |       |       |

| ÉTATS-UNIS :    |    |                        |     |     |
|                 |    |                        |     |     |
| Gardien de but  | 01 | Matt Turner            |     |     |
|                 | 05 | Antonee Robinson       |     |     |
|                 | 13 | Tim Ream               |     |     |
|                 | 20 | Cameron Carter-Vickers |     |     |
|                 | 02 | Sergiño Dest           |     | 82e |
|                 | 04 | Tyler Adams            | 43e |     |
|                 | 06 | Yunus Musah            |     |     |
|                 | 08 | Weston McKennie        |     | 65e |
|                 | 10 | Christian Pulisic      |     | 46e |
|                 | 24 | Josh Sargent           |     | 77e |
|                 | 21 | Timothy Weah           |     | 82e |
| Remplaçants :   |    |                        |     |     |
|                 | 11 | Brenden Aaronson       |     | 46e |
|                 | 23 | Kellyn Acosta          |     | 65e |
|                 | 19 | Haji Wright            |     | 77e |
|                 | 18 | Shaq Moore             |     | 82e |
|                 | 03 | Walker Zimmerman       |     | 82e |
| Sélectionneur : |    |                        |     |     |
| Gregg Berhalter |    |                        |     |     |

| Assistants : Pau Cebrian Roberto Diaz Quatrième arbitre : Kevin Ortega Assistants arbitre vidéo : Ricardo de Burgos Neuza Back Alejandro Hernández Homme du Match : Christian Pulisic |

## Statistiques

### Temps de jeu
| Joueur                 | |    |    | TT | But inscrit | Passe décisive | MJ | MT | Légende |
| ---------------------- | --- | -- | -- | -- | ----------- | -------------- | -- | -- | ------- |
| Gardiens               | Abréviations et symboles : · TT : Total de minutes jouées · MJ : Nombre de matchs joués · MT : Matchs joués en tant que titulaire · : but · : passe décisive · : joueur entré · : joueur remplacé · : capitaine · : carton jaune · : carton rouge · |    |    |    |             |                |    |    |         |
| Amir Abedzadeh         | Abréviations et symboles : · TT : Total de minutes jouées · MJ : Nombre de matchs joués · MT : Matchs joués en tant que titulaire · : but · : passe décisive · : joueur entré · : joueur remplacé · : capitaine · : carton jaune · : carton rouge · | -  | -  | -  | -           | -              | -  | -  | -       |
| Alireza Beiranvand     | Abréviations et symboles : · TT : Total de minutes jouées · MJ : Nombre de matchs joués · MT : Matchs joués en tant que titulaire · : but · : passe décisive · : joueur entré · : joueur remplacé · : capitaine · : carton jaune · : carton rouge · | 20 | -  | 90 | 110         | -              | -  | 2  | 2       |
| Hossein Hosseini       | Abréviations et symboles : · TT : Total de minutes jouées · MJ : Nombre de matchs joués · MT : Matchs joués en tant que titulaire · : but · : passe décisive · : joueur entré · : joueur remplacé · : capitaine · : carton jaune · : carton rouge · | 70 | 90 | -  | 160         | -              | -  | 2  | 1       |
| Payam Niazmand         | Abréviations et symboles : · TT : Total de minutes jouées · MJ : Nombre de matchs joués · MT : Matchs joués en tant que titulaire · : but · : passe décisive · : joueur entré · : joueur remplacé · : capitaine · : carton jaune · : carton rouge · | -  | -  | -  | -           | -              | -  | -  | -       |
| Défenseurs             | Abréviations et symboles : · TT : Total de minutes jouées · MJ : Nombre de matchs joués · MT : Matchs joués en tant que titulaire · : but · : passe décisive · : joueur entré · : joueur remplacé · : capitaine · : carton jaune · : carton rouge · |    |    |    |             |                |    |    |         |
| Rouzbeh Cheshmi        | Abréviations et symboles : · TT : Total de minutes jouées · MJ : Nombre de matchs joués · MT : Matchs joués en tant que titulaire · : but · : passe décisive · : joueur entré · : joueur remplacé · : capitaine · : carton jaune · : carton rouge · | 46 | 13 | -  | 59          | 1              | -  | 2  | 1       |
| Ehsan Hajsafi          | Abréviations et symboles : · TT : Total de minutes jouées · MJ : Nombre de matchs joués · MT : Matchs joués en tant que titulaire · : but · : passe décisive · : joueur entré · : joueur remplacé · : capitaine · : carton jaune · : carton rouge · | 90 | 77 | 71 | 238         | -              | -  | 3  | 3       |
| Majid Hosseini         | Abréviations et symboles : · TT : Total de minutes jouées · MJ : Nombre de matchs joués · MT : Matchs joués en tant que titulaire · : but · : passe décisive · : joueur entré · : joueur remplacé · : capitaine · : carton jaune · : carton rouge · | 90 | 90 | 90 | 270         | -              | -  | 3  | 3       |
| Abolfazl Jalali        | Abréviations et symboles : · TT : Total de minutes jouées · MJ : Nombre de matchs joués · MT : Matchs joués en tant que titulaire · : but · : passe décisive · : joueur entré · : joueur remplacé · : capitaine · : carton jaune · : carton rouge · | -  | -  | 29 | 29          | -              | -  | 1  | -       |
| Hossein Kanaanizadegan | Abréviations et symboles : · TT : Total de minutes jouées · MJ : Nombre de matchs joués · MT : Matchs joués en tant que titulaire · : but · : passe décisive · : joueur entré · : joueur remplacé · : capitaine · : carton jaune · : carton rouge · | 44 | -  | -  | 44          | -              | -  | 1  | -       |
| Shojae Khalilzadeh     | Abréviations et symboles : · TT : Total de minutes jouées · MJ : Nombre de matchs joués · MT : Matchs joués en tant que titulaire · : but · : passe décisive · : joueur entré · : joueur remplacé · : capitaine · : carton jaune · : carton rouge · | -  | -  | -  | -           | -              | -  | -  | -       |
| Milad Mohammadi        | Abréviations et symboles : · TT : Total de minutes jouées · MJ : Nombre de matchs joués · MT : Matchs joués en tant que titulaire · : but · : passe décisive · : joueur entré · : joueur remplacé · : capitaine · : carton jaune · : carton rouge · | 63 | 90 | 45 | 198         | -              | -  | 3  | 3       |
| Sadegh Moharrami       | Abréviations et symboles : · TT : Total de minutes jouées · MJ : Nombre de matchs joués · MT : Matchs joués en tant que titulaire · : but · : passe décisive · : joueur entré · : joueur remplacé · : capitaine · : carton jaune · : carton rouge · | 90 | -  | -  | 90          | -              | -  | 1  | 1       |
| Morteza Pouraliganji   | Abréviations et symboles : · TT : Total de minutes jouées · MJ : Nombre de matchs joués · MT : Matchs joués en tant que titulaire · : but · : passe décisive · : joueur entré · : joueur remplacé · : capitaine · : carton jaune · : carton rouge · | 90 | 90 | 90 | 270         | -              | -  | 3  | 3       |
| Ramin Rezaeian         | Abréviations et symboles : · TT : Total de minutes jouées · MJ : Nombre de matchs joués · MT : Matchs joués en tant que titulaire · : but · : passe décisive · : joueur entré · : joueur remplacé · : capitaine · : carton jaune · : carton rouge · | -  | 90 | 90 | 180         | 1              | -  | 2  | 2       |
| Milieux                | Abréviations et symboles : · TT : Total de minutes jouées · MJ : Nombre de matchs joués · MT : Matchs joués en tant que titulaire · : but · : passe décisive · : joueur entré · : joueur remplacé · : capitaine · : carton jaune · : carton rouge · |    |    |    |             |                |    |    |         |
| Vahid Amiri            | Abréviations et symboles : · TT : Total de minutes jouées · MJ : Nombre de matchs joués · MT : Matchs joués en tant que titulaire · : but · : passe décisive · : joueur entré · : joueur remplacé · : capitaine · : carton jaune · : carton rouge · | -  | -  | -  | -           | -              | -  | -  | -       |
| Saeid Ezatolahi        | Abréviations et symboles : · TT : Total de minutes jouées · MJ : Nombre de matchs joués · MT : Matchs joués en tant que titulaire · : but · : passe décisive · : joueur entré · : joueur remplacé · : capitaine · : carton jaune · : carton rouge · | 44 | 83 | 90 | 217         | -              | -  | 3  | 2       |
| Ali Gholizadeh         | Abréviations et symboles : · TT : Total de minutes jouées · MJ : Nombre de matchs joués · MT : Matchs joués en tant que titulaire · : but · : passe décisive · : joueur entré · : joueur remplacé · : capitaine · : carton jaune · : carton rouge · | 44 | 77 | 77 | 198         | -              | 1  | 3  | 2       |
| Saman Ghoddos          | Abréviations et symboles : · TT : Total de minutes jouées · MJ : Nombre de matchs joués · MT : Matchs joués en tant que titulaire · : but · : passe décisive · : joueur entré · : joueur remplacé · : capitaine · : carton jaune · : carton rouge · | -  | -  | 44 | 44          | -              | -  | 1  | -       |
| Alireza Jahanbakhsh    | Abréviations et symboles : · TT : Total de minutes jouées · MJ : Nombre de matchs joués · MT : Matchs joués en tant que titulaire · : but · : passe décisive · : joueur entré · : joueur remplacé · : capitaine · : carton jaune · : carton rouge · | 46 | 13 | -  | 59          | -              | -  | 2  | 1       |
| Ali Karimi             | Abréviations et symboles : · TT : Total de minutes jouées · MJ : Nombre de matchs joués · MT : Matchs joués en tant que titulaire · : but · : passe décisive · : joueur entré · : joueur remplacé · : capitaine · : carton jaune · : carton rouge · | 46 | 7  | 45 | 98          | -              | -  | 3  | 1       |
| Ahmad Noorollahi       | Abréviations et symboles : · TT : Total de minutes jouées · MJ : Nombre de matchs joués · MT : Matchs joués en tant que titulaire · : but · : passe décisive · : joueur entré · : joueur remplacé · : capitaine · : carton jaune · : carton rouge · | 77 | 77 | 71 | 225         | -              | -  | 3  | 3       |
| Mehdi Torabi           | Abréviations et symboles : · TT : Total de minutes jouées · MJ : Nombre de matchs joués · MT : Matchs joués en tant que titulaire · : but · : passe décisive · : joueur entré · : joueur remplacé · : capitaine · : carton jaune · : carton rouge · | 27 | 13 | 19 | 59          | -              | -  | 3  | -       |
| Attaquants             | Abréviations et symboles : · TT : Total de minutes jouées · MJ : Nombre de matchs joués · MT : Matchs joués en tant que titulaire · : but · : passe décisive · : joueur entré · : joueur remplacé · : capitaine · : carton jaune · : carton rouge · |    |    |    |             |                |    |    |         |
| Karim Ansarifard       | Abréviations et symboles : · TT : Total de minutes jouées · MJ : Nombre de matchs joués · MT : Matchs joués en tant que titulaire · : but · : passe décisive · : joueur entré · : joueur remplacé · : capitaine · : carton jaune · : carton rouge · | -  | 22 | 13 | 35          | -              | -  | 2  | -       |
| Sardar Azmoun          | Abréviations et symboles : · TT : Total de minutes jouées · MJ : Nombre de matchs joués · MT : Matchs joués en tant que titulaire · : but · : passe décisive · : joueur entré · : joueur remplacé · : capitaine · : carton jaune · : carton rouge · | 13 | 68 | 46 | 127         | -              | -  | 2  | 2       |
| Mehdi Taremi           | Abréviations et symboles : · TT : Total de minutes jouées · MJ : Nombre de matchs joués · MT : Matchs joués en tant que titulaire · : but · : passe décisive · : joueur entré · : joueur remplacé · : capitaine · : carton jaune · : carton rouge · | 90 | 90 | 90 | 270         | 2              | 1  | 3  | 3       |
| Total                  | Abréviations et symboles : · TT : Total de minutes jouées · MJ : Nombre de matchs joués · MT : Matchs joués en tant que titulaire · : but · : passe décisive · : joueur entré · : joueur remplacé · : capitaine · : carton jaune · : carton rouge · |    |    |    |             |                |    |    |         |
| Équipe d'Iran          | Abréviations et symboles : · TT : Total de minutes jouées · MJ : Nombre de matchs joués · MT : Matchs joués en tant que titulaire · : but · : passe décisive · : joueur entré · : joueur remplacé · : capitaine · : carton jaune · : carton rouge · | 90 | 90 | 90 | 270         | 4              | 2  | 3  | -       |

| Buts | Joueurs         | Adversaires    |
| ---- | --------------- | -------------- |
| 2    | Mehdi Taremi    | Angleterre (2) |
| 1    | Rouzbeh Cheshmi | Pays de Galles |
| 1    | Ramin Rezaeian  | Pays de Galles |

| Passes | Joueurs        | Adversaires    |
| ------ | -------------- | -------------- |
| 1      | Ali Gholizadeh | Angleterre     |
| 1      | Mehdi Taremi   | Pays de Galles |